# Gaspard Antoine Pagès
Pour les articles homonymes, voir Pagès.
Gaspard Antoine Pagès est un homme politique français né le 11 août 1793 à Riom (Puy-de-Dôme) et décédé le 21 février 1864 à Riom.
Avocat en 1813, il est substitut au tribunal civil en 1819, procureur du roi à Brioude en 1826, puis substitut général à Riom. Conseiller à la cour d'appel de Riom en 1829, président de chambre en 1834, premier président en 1844, il est député du Puy-de-Dôme de 1843 à 1848, siégeant dans la majorité soutenant la Monarchie de Juillet.